# Pseudophysocephala tetratarsata
Pseudophysocephala tetratarsata är en tvåvingeart som beskrevs av Camras 2001. Pseudophysocephala tetratarsata ingår i släktet Pseudophysocephala och familjen stekelflugor. Inga underarter finns listade i Catalogue of Life.